# Lago Lovozero
El lago Lovozero (en ruso: Ловозеро; en sami skolt: Luujäuʹrr; en finés: Luujärvi; en sami del norte: Lujávri) es un lago que se encuentra en la península de Kola en el óblast de Múrmansk, en Rusia.

## Geografía
Sus aguas discurren hacia el costero río Voronia, que desemboca en el mar de Barents. Tiene una superficie de 200 km², su profundidad media es de 5.7 m y su profundidad máxima de 35 m. Las fluctuaciones anuales no exceden de 1 m, y la duración media de renovación del agua es de alrededor de diez meses. El lago tiene una costa muy agitada y numerosas islas y penínsulas. La región montañosa que bordean el lago se llama la tundra de Lovozero.
En 1970 se construyeron dos plantas hidroeléctricas en el Voronia en Serebriansk, a unos 100 km río abajo del lago. La presa crea un embalse en el río, cuya superficie se encuentra en el mismo nivel que el lago Lovozero, dando como resultado la transformación de las dos masas de agua en una sola.